# Mykal Riley
Pour les articles homonymes, voir Riley.
Mykal Reginald Riley, né le 14 juillet 1985 à Pine Bluff, dans l'Arkansas, est un joueur américain de basket-ball. Il évolue au poste d'ailier.

## Biographie

### Parcours universitaire
Riley réalise son cursus universitaire au sein des Crimson Tide de l'Alabama au sein de la Southeastern Conference (SEC) entre 2006 et 2008. En 2008, il est élu dans le 5 majeur de la conférence à l'issue de la saison avec 14,9 points et 5,2 rebonds par rencontre. Il est considéré comme un marqueur à 3 points habile: sur les 101 joueurs ayant tentés plus de 200 paniers sur la saison il a le onzième meilleur pourcentage avec 43,3% de réussite sur 238 tirs. Il dispute alors la Summer League avec les Warriors de Golden State.

### Début de carrière en Italie
Non drafté en 2008, il part jouer en Europe, d'abord en Italie, pour le club de Ferrara en Lega A puis à partir de janvier 2009 à Imola en Lega Due.

### Arrivée à Nanterre
Pour la saison 2009-2010, il rejoint la France et la JSF Nanterre alors en Pro B. Il devient champion de Pro B avec le club francilien et demeure dans l'effectif du club pour la saison suivante en Pro A.

### Contrôle positif et exil au Vénézuela
Après avoir été l'un des joueurs majeurs de la JSF Nanterre avec 11,4 points et 4,7 rebonds de moyenne, il quitte le club et signe un contrat de 2 ans avec la JDA Dijon Basket en 2012.
Le 26 juillet 2012, il annonce avoir subi un contrôle positif au cannabis lors du dernier match de la saison régulière. Son contrat avec la JDA pour les 2 saisons à venir est annulé.
Pour la saison 2012-2013, après avoir purgé sa suspension, il s'engage avec l'équipe des Bucaneros de la Guaira au Venezuela. Il rejoint finalement Dijon pour la saison 2013-2014.

### Retour à Nanterre
La saison suivante, il retourne à Nanterre. Avec la JSF, Mykal Riley remporte trois nouveaux titres dont deux titres européens en Eurochallenge et en Coupe d'Europe FIBA. Après une saison 2016-2017 décevante sur le plan individuel, il quitte le club des Hauts-de-Seine.

### Rebond au Mans
Le 28 juin 2017, Mykal Riley signe au Mans afin de se relancer après sa dernière saison décevante à Nanterre.
Lors des finales du championnat, il est l'objet d'insultes racistes sur le terrain de Monaco. Il remporte finalement le championnat avec le club manceau.

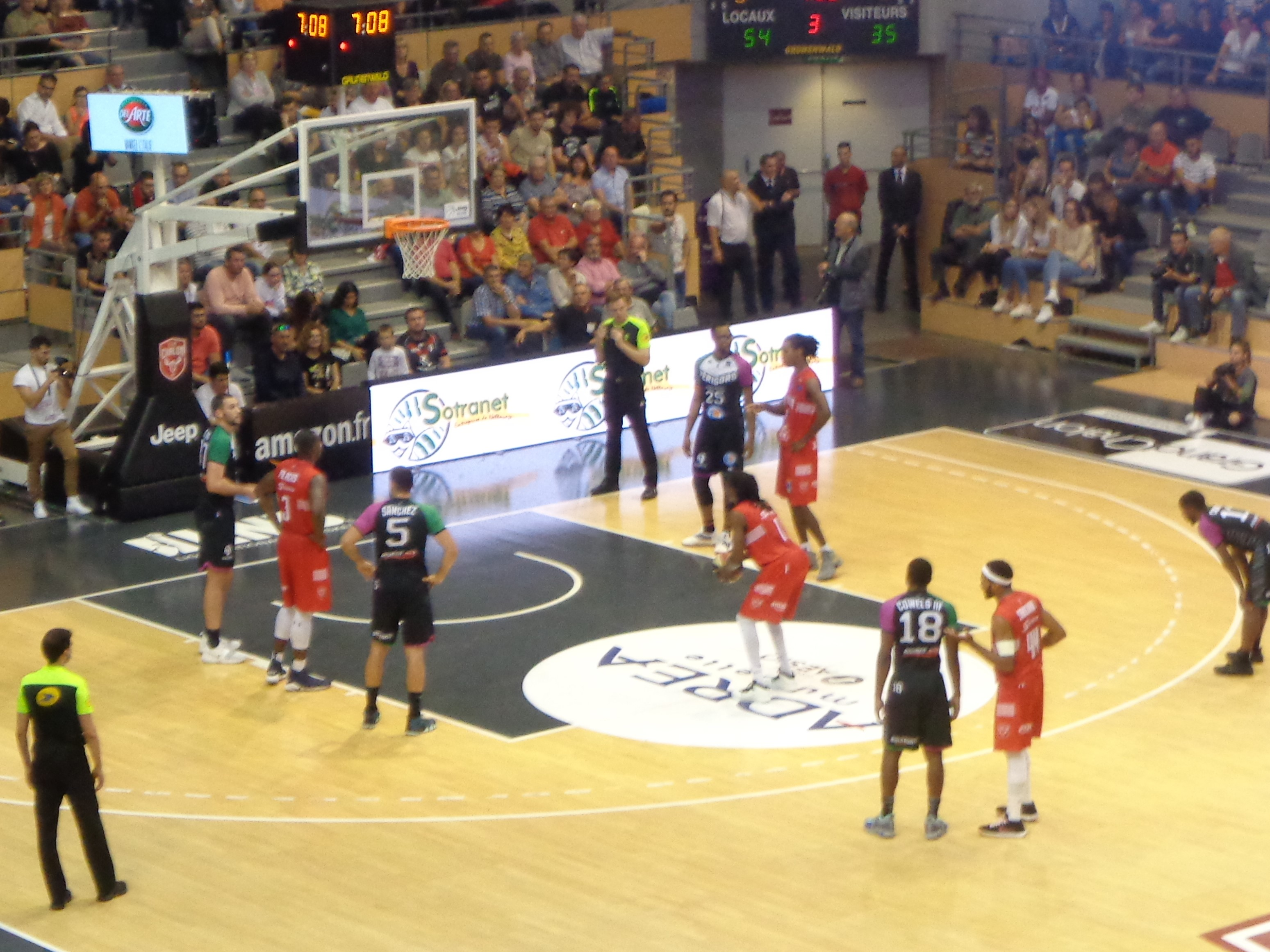
Mykal Riley au lancer-franc

### À l'Élan Chalon
Il signe le 12 juillet 2018 à l'Élan sportif chalonnais.

### Départ en Turquie puis l'Espagne
Il signe en Turquie fin août 2019 chez le promu Bursaspor Basketbol. Après 12 matchs en Turquie, il rejoint en février 2020 le Covirán Granada, club de deuxième division espagnole.

### Retour en France
Le 10 mai 2021, il est annoncé en NM1 aux Sables Vendée Basket, club qui ambitionne la montée en Pro B à court ou moyen terme. L'année suivante, il reste en NM1 et rejoint le Besançon AC.
À l'été 2024, il commence à jouer au niveau régional avec le club de Vesoul.

## Clubs
- 2008 - 2009 :  BC Ferrare (Lega A)
- 2009 :  Imola Basket (Lega Due)
- 2009 - 2012 :  JSF Nanterre (Pro B puis Pro A)
- 2013 :  Bucaneros de la Guaira (Liga Profesional de Baloncesto (en))
- 2013 - 2014 :  JDA Dijon (Pro A)
- 2014 - 2017 :  JSF Nanterre/Nanterre 92 (Pro A)
- 2017 - 2018 :  Le Mans SB (Pro A)
- 2018 - 2019 :  Élan chalonnais (Pro A)
- 2019 - 2020 :  Bursaspor (TBL)
- 2020 :  CB Grenade (LEB Oro)
- 2021 - 2022 :  Les Sables Vendée Basket (NM1)
- Depuis 2022 :  Besançon AC (NM1)

## Palmarès
- Champion  de France Pro B en 2011 avec la JSF Nanterre.
- Vainqueur Eurochallenge 2015 avec la JSF Nanterre.
- Vainqueur de la Coupe de France 2017 avec Nanterre 92.
- Vainqueur de la Coupe d'Europe FIBA 2017 avec Nanterre 92.
- Champion  de France Pro A en 2018 avec Le Mans.

## Distinctions personnelles
- Participation au All-Star Game LNB  2014, 2015
- MVP du mois de janvier de la saison régulière 2015 de Pro A avec Nanterre